# Heliconius epiphyllis
Heliconius epiphyllis är en fjärilsart som beskrevs av Riffarth 1901. Heliconius epiphyllis ingår i släktet Heliconius och familjen praktfjärilar. Inga underarter finns listade i Catalogue of Life.